# Hakin9

Hakin9 - Comment se défendre est un magazine mensuel spécialisé dans la sécurité informatique. Il est publié par les éditions SW Press.